# Inmigración ucraniana en Brasil
Brasil acoge hoy la mayor comunidad ucraniana de América Latina y una de las mayores del mundo, contando con 400 000 personas, entre ucranianos y descendientes. El 80% de ellos vive en el estado de Paraná.

## Historia

### Inmigración
Los ucranianos forman el segundo contingente eslavo que emigró para Brasil, sólo detrás de los polacos. La inmigración ucraniana en Brasil comenzó efectivamente entre 1895 y 1896. En apenas dos años, cerca de 15 mil ucranianos desembarcaron en Brasil. La gran mayoría fue encaminada para el Paraná, donde se convirtieron en pequeños agricultores. Hasta la década de 1920, habían emigrado ya a Brasil aproximadamente 50 mil ucranianos, la mayor parte provenientes de Galizia. El número de inmigrantes de hecho, debe haber sido mayor, teniendo en cuenta que una gran parte de Ucrania estaba dominada por el Imperio austrohúngaro y por Polonia, y muchos inmigrantes poseían pasaporte austrohúngaro o polaco.

### Antecedentes
La mayoría de los ucranianos en Brasil trazan sus raíces en la región oriental ucraniana de Galitzia. En el siglo XIX, Galitzia era una región empobrecida, económicamente agraria subdesarrollada del Imperio austrohúngaro. La mayoría de los ucranianos étnicos eran campesinos que ocupaban pequeñas parcelas de tierra. A medida que la población aumentaba, las familias campesinas tenían menos tierra para subsistir, en 1890 una finca campesina era de un promedio de sólo 6 acres (2,4 hectáreas) de tamaño. Esta situación creó un tremendo incentivo para emigrar. Los ucranianos de Galitzia pertenecían a la Iglesia católica greco-ucraniana. Los sacerdotes casados, que tenían educación superior formal (estudiando en seminarios en Viena y Lviv), formaron la comunidad ucraniana de élite educada social y dominaban la vida social, política y cultural de la Galitzia ucraniana. Los aristócratas en Galitzia fueron en gran parte étnicamente polacos, y en el curso de la lucha contra ellos, los sacerdotes étnicos ucranianos y campesinos desarrollaron un fuerte sentido de patriotismo ucraniano y una tendencia a resistir la asimilación.

### Inmigración ucraniana previa a 1914: La Primera Oleada
Gran parte de los ucranianos en Brasil son descendientes de inmigrantes que llegaron al país antes de la Primera Guerra Mundial. Aunque el primer colono llegó de Ucrania en 1872, las grandes oleadas de colonos provenientes de la Galitzia austro-húngara comenzaron a llegar a Brasil en 1895, en su mayoría llegaron a través de la ciudad portuaria de Paranaguá. Durante un periodo de tiempo conocido como la "fiebre brasileña", entre 1895-1897 más de 20.000 pequeños agricultores y campesinos sin tierra de Galitzia, una región ahora en el oeste de Ucrania, llegó a Brasil, después de haber sido atraídos por las promesas de tierra barata con un suelo negro y bueno. Algunos campesinos ucranianos fueron también alentados por los rumores de que Rodolfo, el príncipe heredero de Austria, no había muerto sino que se había trasladado a Brasil y que él daría la bienvenida a los inmigrantes ucranianos a ese país (los ucranianos eran tradicionalmente leales a la monarquía austríaca). El gobierno de Brasil estaba interesado en aumentar la colonización europea, a menudo pagada por viaje (lo que permite a los miembros más pobres de la sociedad a emigrar), e incluso se comprometió a proveer ropa y comida a los colonos. Poco después de llegar, sin embargo, los colonos encontraron que las promesas no se cumplieron. Se les dieron parcelas de terreno no despejado lejos de la civilización y no recibieron ninguna ayuda. Los colonos no estaban familiarizados con el clima extraño y cómo cultivar dichas parcelas, sucumbieron a enfermedades sin ningún tipo de ayuda médica, y experimentaron muchas muertes. Su sufrimiento se hizo conocido en Ucrania, e incluso fue objeto de una serie de poemas: "Para Brasil", por el conocido poeta ucraniano Iván Frankó. Tras la noticia de su desgracia extendida por todo el oeste de Ucrania, el flujo de emigrantes ucranianos a Brasil disminuyeron considerablemente, y Canadá sustituyó a Brasil como el principal destino para los ucranianos que partían hacia el Nuevo Mundo. Hasta 1907, sólo varios cientos hasta mil ucranianos llegaron a Brasil desde el oeste de Ucrania todos los años. Desde ese año hasta 1914, aproximadamente 15.000 a 20.000 ucranianos fueron traídos a Brasil por el gobierno brasileño con el fin de ayudar a construir un ferrocarril desde el Estado de São Paulo a Río Grande del Sur a través de Paraná.

### La segunda y tercera ola de inmigrantes ucranianos

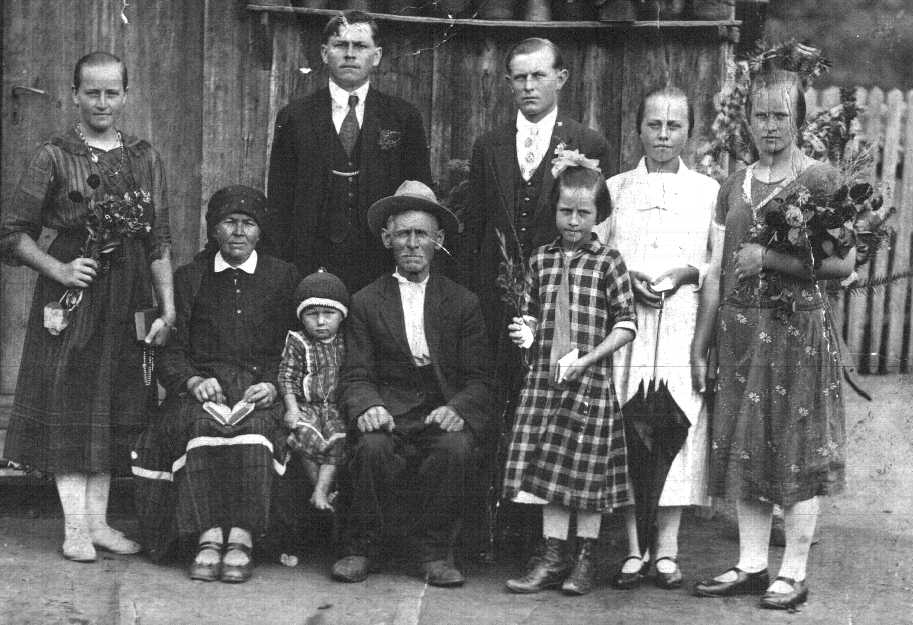
Inmigrantes ucranianos en Brasil a fines del.

Entre las dos guerras mundiales, aproximadamente 9000 ucranianos más emigraron a Brasil. Este grupo fue más diverso, procedente no sólo de la región de Galitzia, en Ucrania, sino también de Volinia, Polesia, así como en un número menor de Transcarpacia, Bukovina y de los asentamientos ucranianos en Yugoslavia. Entre sus miembros estaban algunos con un mayor nivel de educación y un mayor nivel de actividad política. En 1922, por iniciativa de un representante de la República Nacional de Ucrania Occidental, la "Unión Ucraniana de Brasil" fue formada. Tomó un papel de liderazgo en la vida política, económica, cultural y educativa de la comunidad ucraniana. En ese momento, las cooperativas ucranianas hicieron su aparición en Brasil.
El último grupo de ucranianos llegó a Brasil entre 1947-1951. Estos en su mayoría emigraron en busca de asilo contra la persecución soviética, habiendo desempeñado un papel activo en la lucha por la liberación nacional de Ucrania. Este grupo, que sumaba aproximadamente 7000 inmigrantes, fue en su mayor parte más educado y altamente calificado en comparación con los inmigrantes anteriores, e incluyó muchos intelectuales. Muchos de ellos más tarde emigraron a otros países, especialmente a Estados Unidos y Canadá, en busca de mejores oportunidades económicas. Los recién llegados ayudaron a crear el anexo brasileño del Plast, una organización ucraniana de exploración que sigue funcionando hoy en Brasil.

## La comunidad ucraniano-brasileña

### Religión

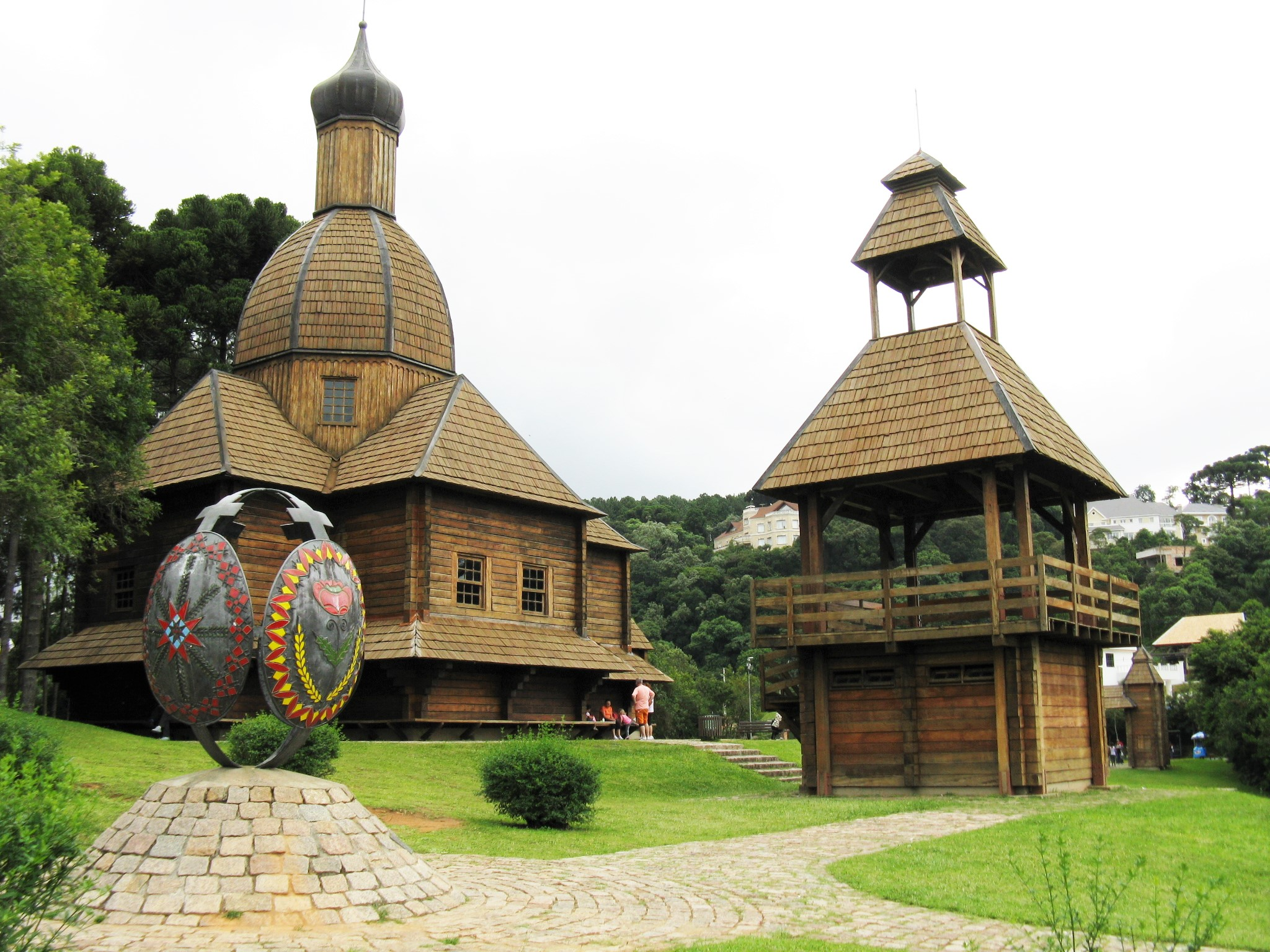
Una Iglesia Ucraniana en el Parque Tingüi, Paraná.

La Iglesia católica greco-ucraniana tiene una fuerte influencia en la sociedad ucraniana en Brasil, donde es rica y tiene enormes latifundios, incluyendo 230 iglesias y cinco monasterios dirigidos por la Orden de San Basilio el Grande. Aproximadamente el 85% de los ucranianos de Brasil pertenecen a esta Iglesia. Iglesias Lavish de cúpulas con forma de cebolla proliferan en los pueblos de la parte ucraniana de Brasil, a pesar de los escasos recursos económicos de los agricultores. La Iglesia ha sido acusada de bloquear las medidas para mejorar la situación de la población rural, por temor a que la modernización reduzca la dependencia de la población sobre el mismo. En algunos aspectos, la sociedad rural ucraniano-brasileña se asemeja a la de Galitzia en el siglo XIX, donde la influencia de la Iglesia y sus sacerdotes era tan grande que se ha denominado como una teocracia. En Prudentópolis, el centro regional de Paraná, cuya población está compuesta por un 75% de ucranianos, la Catedral Católica Ucraniana de San Josafat domina el centro de la ciudad. Hay también un seminario y prensa ucraniana a cargo de la Iglesia y un museo de la cultura ucraniana.
Cabe destacar también que algunos ucranianos fueron también protestantes, pertenecientes a la rama Bautista y Pentecostal del Cristianismo. Originalmente provienen de la Región de Volinia, trajeron sus tradiciones ucranianas de adorar a Dios. La iglesia más grande de Rusia fue la Asamblea de Dios (90% son ucranianos y el resto rusos, polacos, bielorrusos y unos pocos lituanos) con sede en São Paulo. Fue fundada alrededor de 1930 y dirigida por el profesor Szymon Misiuk con anexos en Arapongas (Paraná), Apucarana (Paraná), Curitiba (Paraná), Erexin y Santa Rosa (Río Grande del Sur). São Caetano do Sul, en el estado de São Paulo, también tenía una gran concentración de ucranianos donde la Primera Iglesia Bautista de Ucrania se estableció allí por el Rev. Dmitro Bucky. Muchas otras iglesias se fundaron también en São Paulo. Los ucranianos protestantes no fueron capaces de mantener su identidad étnica y al fallecer las primeras y viejas generaciones, la nueva generación no mantuvo la tradición de los servicios religiosos en lengua ucraniana, las iglesias desaparecieron o se convirtieron en iglesias brasileñas, y desaparecieron las conexiones eslavas.

### Lengua y cultura

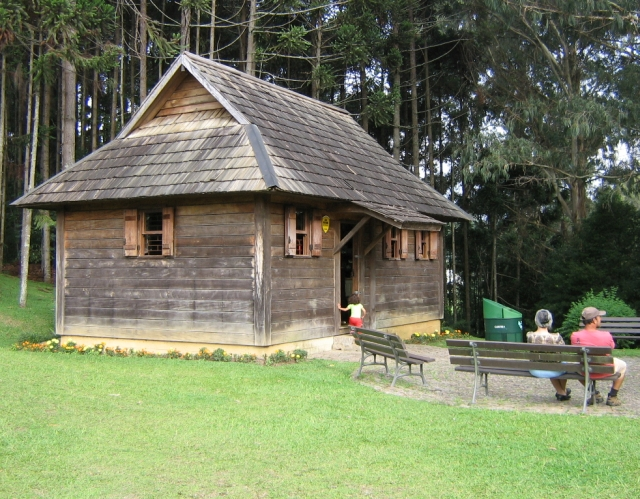
Casa típica ucraniana construida en Curitiba.

Aunque la mayoría de los ucraniano-brasileños han vivido en Brasil por 4-5 generaciones y pocos han vuelto o visitado Ucrania, han conservado su lengua y cultura en gran medida en las zonas rurales del estado de Paraná. Esto ha sido en gran parte debido a los esfuerzos colosales de las Iglesias de Ucrania. En contraste, entre los ucranianos en Argentina, donde la Iglesia no era tan fuerte como en Brasil, el idioma ucraniano ha desaparecido en gran medida. Entre las personas que viven en las colonias o asentamientos agrícolas, el ucraniano se habla en el hogar, en la iglesia y en la comunidad, y hoy en día no es raro que los niños ucranianos no puedan hablar el portugués hasta que comienzan la escuela. A pesar del uso generalizado del idioma ucraniano en el habla cotidiana, la capacidad de leer y escribir es más limitada, con más del 50% de la población ucraniana sin poder escribir en el idioma ucraniano. Debido al aislamiento de Ucrania, los ucranianos de Brasil hablan una especie de dialecto de 100 años de antigüedad, de la lengua o dialecto del "Alto Dniéster", en Galitzia. El 90 % de los servicios de la Iglesia se llevan a cabo en el idioma ucraniano (en contraste, entre los 700.000 polacos étnicos en Brasil sólo dos iglesias usan el idioma polaco). El idioma portugués sólo ha llegado a un amplio uso en la generación más joven - los que tienen menos de quince años. Paraná cuenta con cinco emisoras de radio de habla ucraniana, incluyendo "Zabava", que difunde noticias, música pop y folk ucraniano y la Divina Liturgia. Además, Brasil cuenta con 23 grupos de danza ucraniana. En las zonas rurales, los ucranianos rara vez se casan con no-ucranianos, y los matrimonios mixtos suelen adoptar la cultura ucraniana. Los vecinos de los ucranianos - caboclos, polacos, alemanes, italianos y algunos neerlandeses - a veces acusan a los ucranianos y a sus sacerdotes de mantener una exclusividad que a veces raya en el racismo, aunque los no-brasileños que visitan a los ucranianos locales son tratados con la máxima cortesía. Los ucranianos en Brasil se refieren comúnmente a sí mismos y los ucranianos procedentes de otros países como "nuestro pueblo" (Nashi Liudy) y a no ucranianos de cualquier nacionalidad como "negros" (Chorni).
La situación en las zonas urbanas es muy diferente. En las ciudades, los ucranianos tienden a asimilarse a la cultura brasileña y a adoptar la lengua portuguesa.

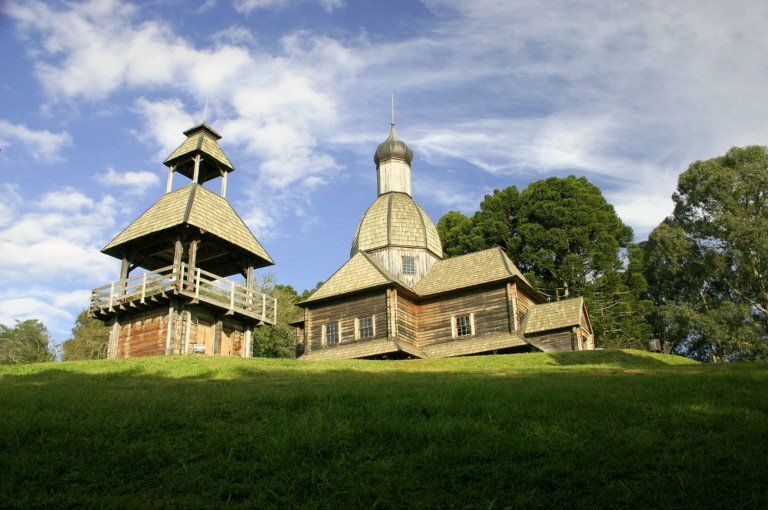
Una Iglesia Ucraniana en Curitiba.

### Educación
Las Siervas de María Inmaculada tienen a cargo 30 escuelas primarias, 17 jardines de niños ucranianos, y dos escuelas secundarias. También operan un internado en Prudentópolis, así como instrucciones de enseñanza en el idioma ucraniano durante los sábados. En el internado sólo se habla ucraniano.
Como resultado de una enmienda a la constitución del estado de Paraná iniciado por la diputada ucraniano-brasileña Vira Vichymyshyn Azhibert, el idioma ucraniano se enseña en las escuelas estatales. En marzo de 1991, se impartió en cuatro escuelas del estado con 600 estudiantes, el número de escuelas públicas que adopten el idioma ucraniano se espera que crezca.